# 赫洛波克叛乱
赫洛波克叛乱（俄语：Восстание Хлопок），单数形式称为赫洛波卡叛乱（俄语：Восстание Хлопка），是俄國農民和奴隸群眾的反封建起義，是戰亂初期農奴制加強和1601—1603年大饑荒的結果。 在當時活動的眾多強盜分隊中，最大的一個在莫斯科附近活動，以領導人赫洛波克的名字命名。